# Мезодерма

Формування мезодерми у морського їжака з первинної та вторинної мезенхіми, утворених при міграції клітин ектодерми

Формування мезодерми у ланцетника шляхом випинання карманів первинної кишки

Мезодерма — один із зародкових листків, які формують ембріон тришарових тварин. Мезодерма утворюється в ході гаструляції, завдяки міграції клітин з ектодерми, або внаслідок випинання та відокремлення карманів первинної кишки.
Еволюційно виникнення мезодерми було важливим ароморфозом, що дав початок розвитку майже всім тваринам із складною будовою тіла. Виникнення мезодерми стало також і передумовою для розвитку целома (хоча він існує і не у всіх тришарових тварин).
Загалом, з мезодерми утворюються такі системи органів:
- Кістки
- Більша частина кровоносної та лімфатичної систем, враховуючи серце.
- Сполучна тканина
- Гладенькі м'язи кишкового тракту
- Поперечносмугасті м'язи
- Перитоніум
- Репродуктивна система
- Видільна система, у тому числі нирки

| Зародок | Це незавершена стаття з біології розвитку. Ви можете допомогти проєкту, виправивши або дописавши її. |

| Гломерулярна тканина нирок | Це незавершена стаття з гістології. Ви можете допомогти проєкту, виправивши або дописавши її. |

1. ↑  Ferretti, Elisabetta; Hadjantonakis, Anna-Katerina (2019-12). Mesoderm specification and diversification: from single cells to emergent tissues. Current opinion in cell biology. Т. 61. с. 110—116. doi:10.1016/j.ceb.2019.07.012. ISSN 0955-0674. PMC 6910985. PMID 31476530. Процитовано 22 серпня 2024.